# ソ連運輸省2TE116形ディーゼル機関車
2TE116形ディーゼル機関車（ロシア語: 2ТЭ116）は、ソ連運輸通信省（МПС СССР, Министерство путей сообщения СССР）が1971年から導入した電気式ディーゼル機関車である。この項目では関連する他の形式についても記す。

## 導入までの経緯
1953年に製造されたTE3形以降、ソ連国鉄にはハリコフ機関車工場（現：V・O・マールィシェウ記念工場）で開発された2ストロークサイクルディーゼルエンジンの2D100型を基にしたエンジンが標準的に採用され、1960年以降は垂直10気筒、出力3000HPの10D100型エンジンと直流主電動機を用いた本線用電気式ディーゼル機関車であるTE10系列の製造が行われていた。
一方、1960年代以降ソ連における貨物輸送は飛躍的に増加し、更に1976年 - 1980年の国民経済開発計画の方針に基づき、更なる高出力の幹線向け貨物用ディーゼル機関車が求められるようになった。だが、従来の2D100型を基にしたエンジンや直流主電動機ではこれ以上の出力増強は難しかった。そこでソ連鉄道研究部は新たに4ストロークサイクルディーゼルエンジンや交流駆動装置を開発し、それを用いる新型機関車を製造する計画を立てた。これに基づき1962年以降ソ連各地の鉄道車両メーカーで試作機関車の製造および試験が行われた結果、ルハンシクディーゼル機関車製造工場が開発したD49系エンジンが採用された。
2TE116形の設計・製造はルハンシクディーゼル機関車製造工場による主導のもとハリコフ機関車工場などの協力を得て1970年8月から行われ、最初の車両である2TE116-001は翌1971年からモスクワ - ドンバス炭鉱間で使用を開始した。なお、形式名の"2TE116（2ТЭ116）"は「"設計番号116"の2車体連結式（2）貨物用電気式（Э）ディーゼル機関車（Т）」と言う意味である。

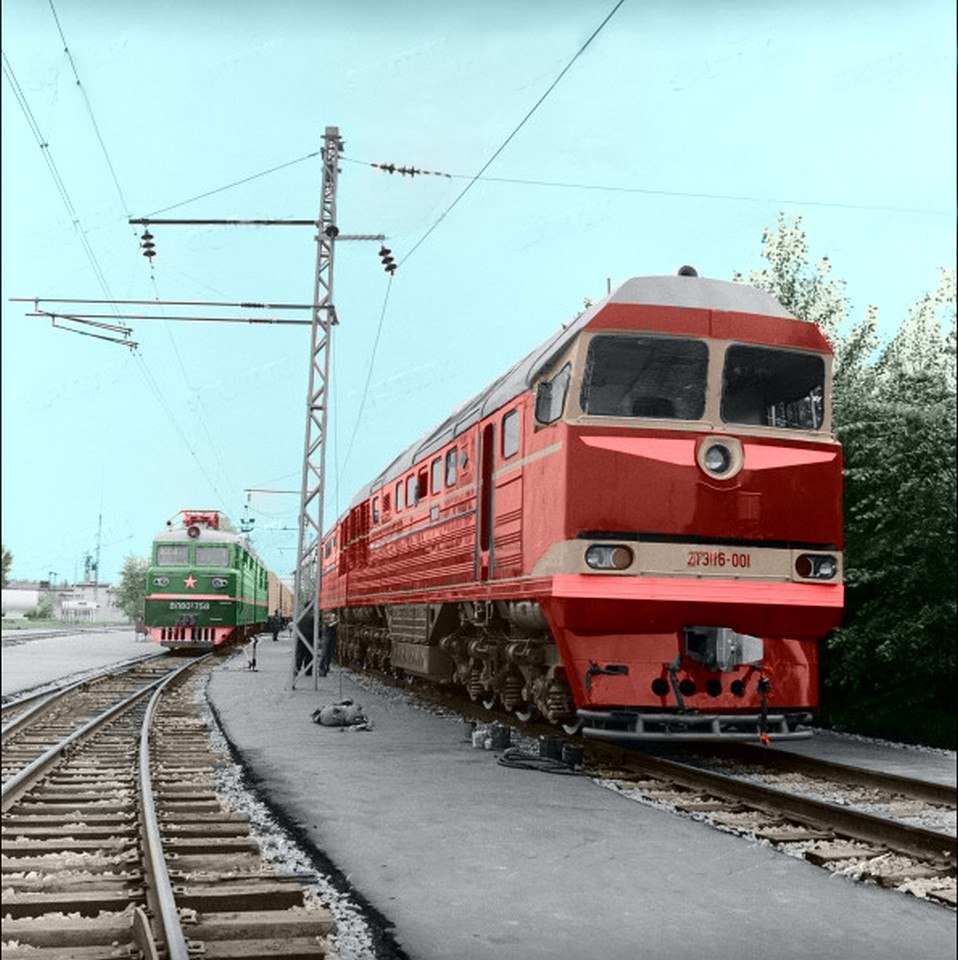
2TE116-001

## 概要

### 車体構造
重連運転を前提にした箱形車体を有し運転台は片側のみに設置されているが、単機での運用も可能なよう設計がなされている。重連時に各車両の往来が可能なよう連結面の扉にはゴム製の幌が備わっている。連結器は旧ソ連の鉄道車両における標準仕様であるSA3形自動連結器が用いられている。
運転台は開発に併せて新規に設計されており、それまで製造された幹線用ディーゼル機関車に比べ前面のガラスが大型化している他、機器類が搭載された車体部分から独立したモジュール構造となっており、騒音抑制に繋がっている。通風機が設置された屋根は取り外しが可能であり、車内に設置された機器を容易に交換する事ができるようになっている。なお1973年以降に製造された車両は、同時期に開発が進められていた2TE10V形に合わせて前照灯の位置や運転台部分の屋根の高さが変更されている他、2007年に製造された2TE116U形以降は再度前面のデザイン変更が実施されている。

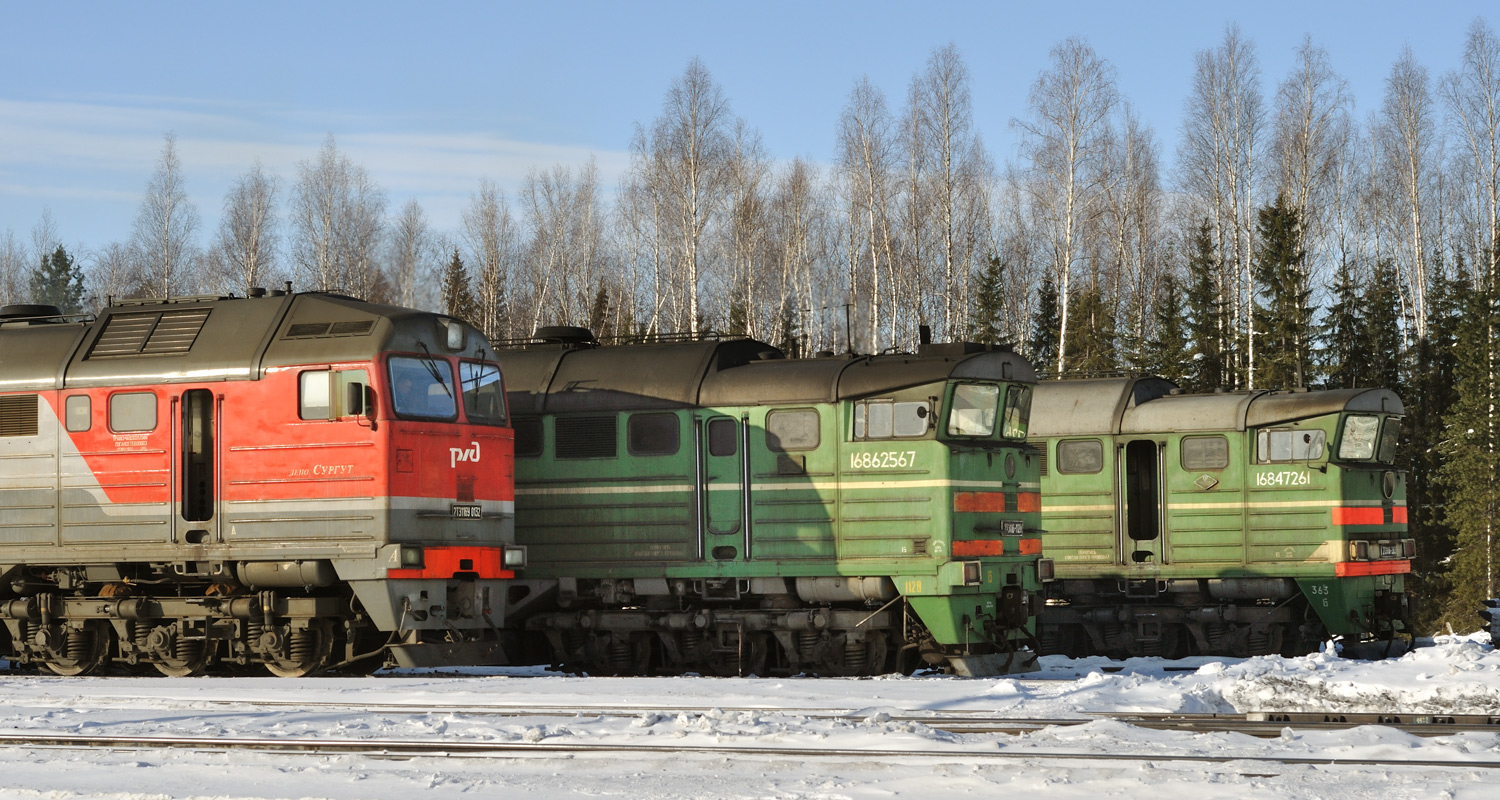
右：2TE116形（初期車） 中央：2TE116形（1973年以降製造車） 左：2TE116U形
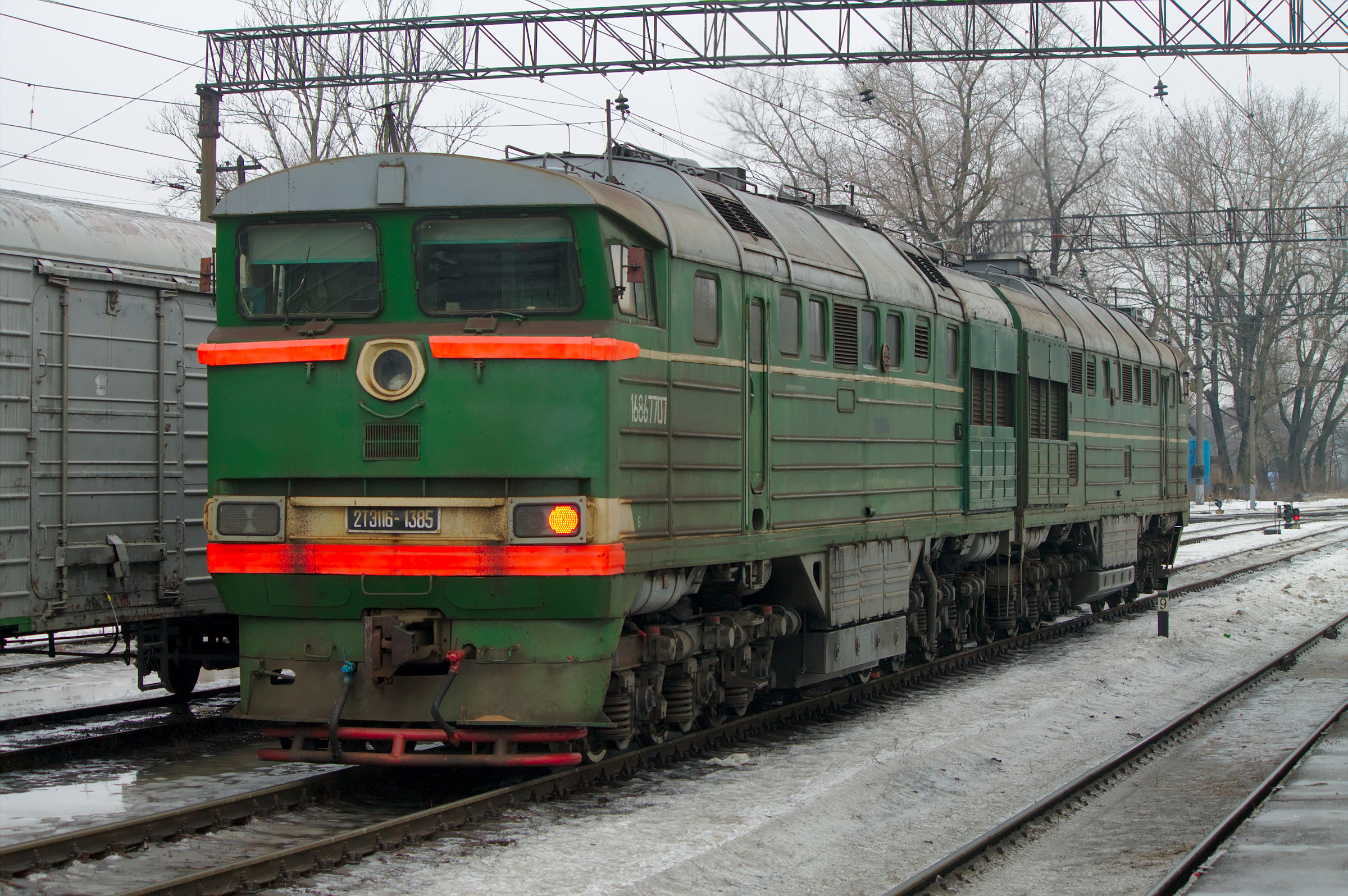
2TE116形（初期車）
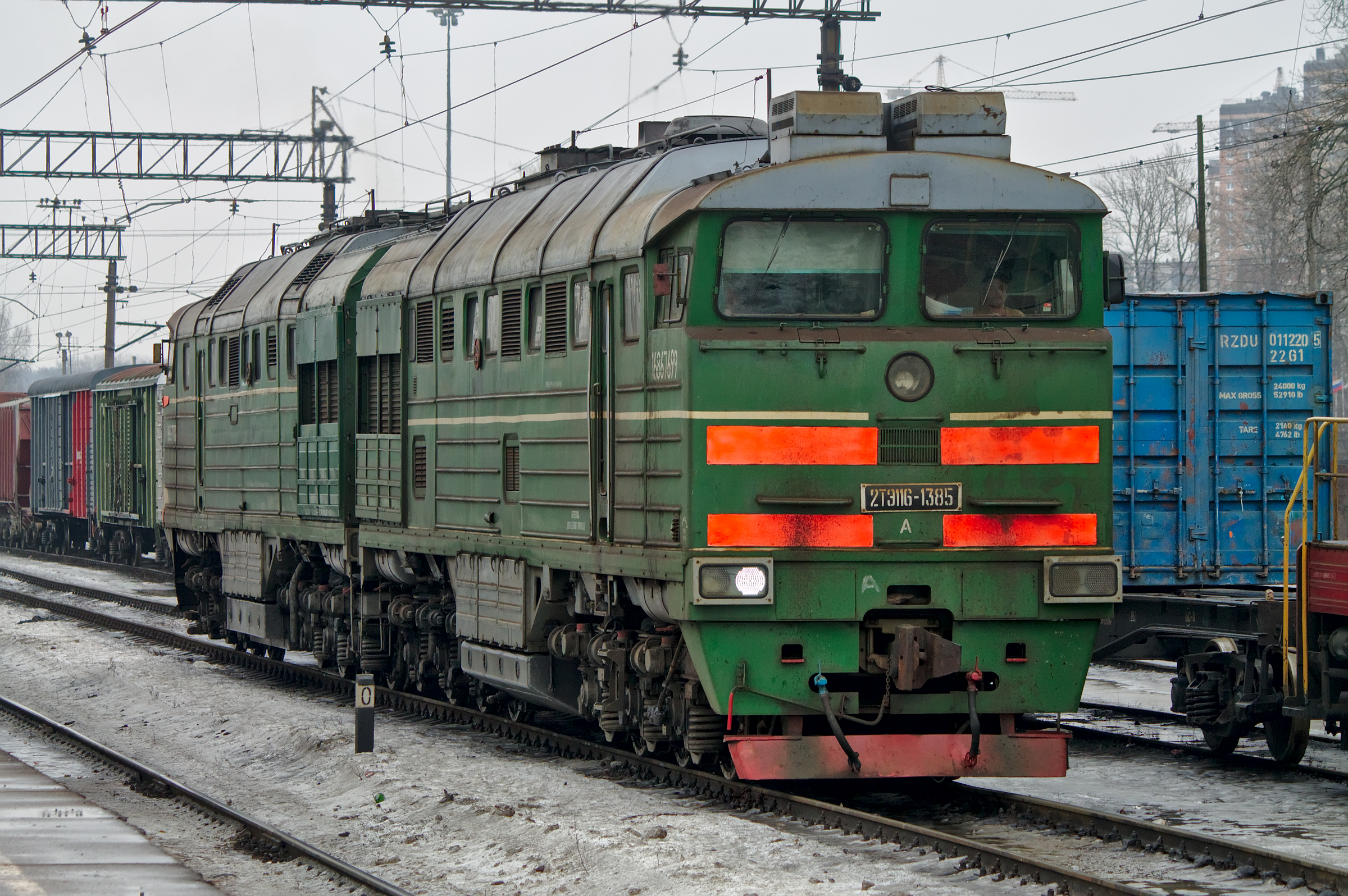
2TE116形（1973年以降製造車） 屋根の形状や前照灯の位置などが変更されている
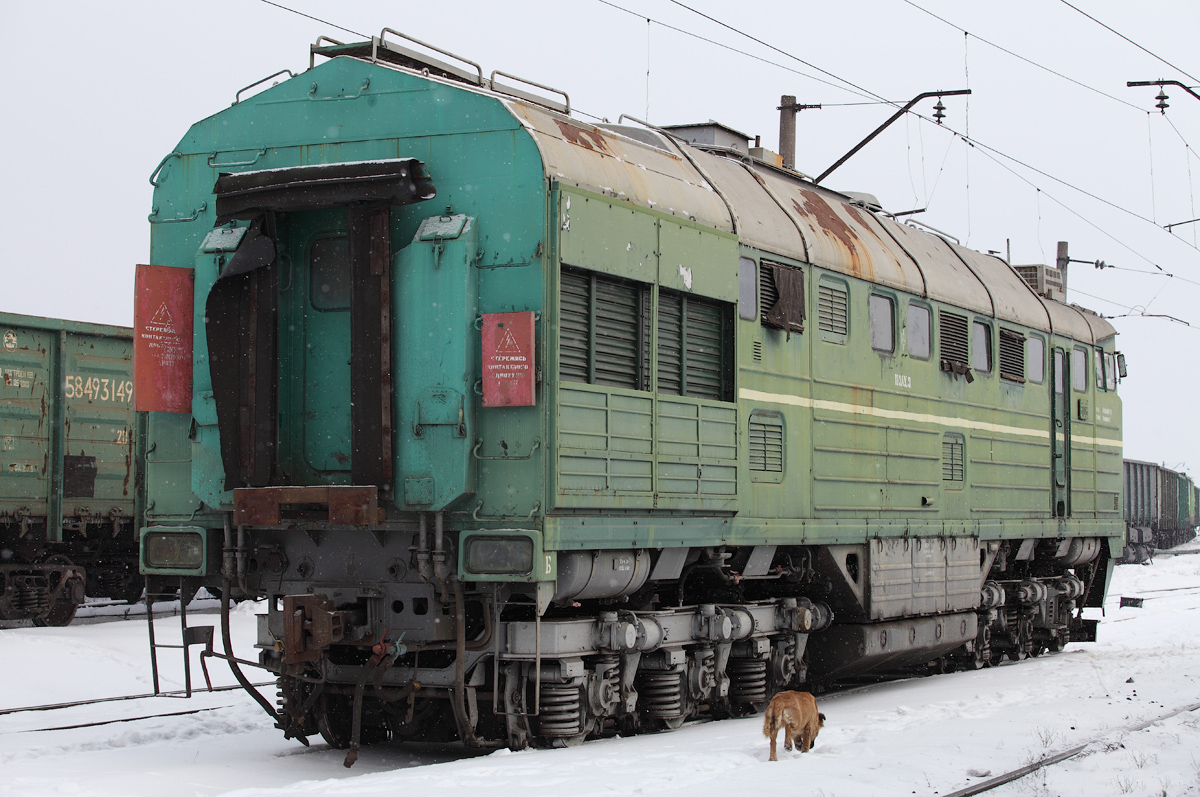
連結面 扉部には大型の幌が設置されている
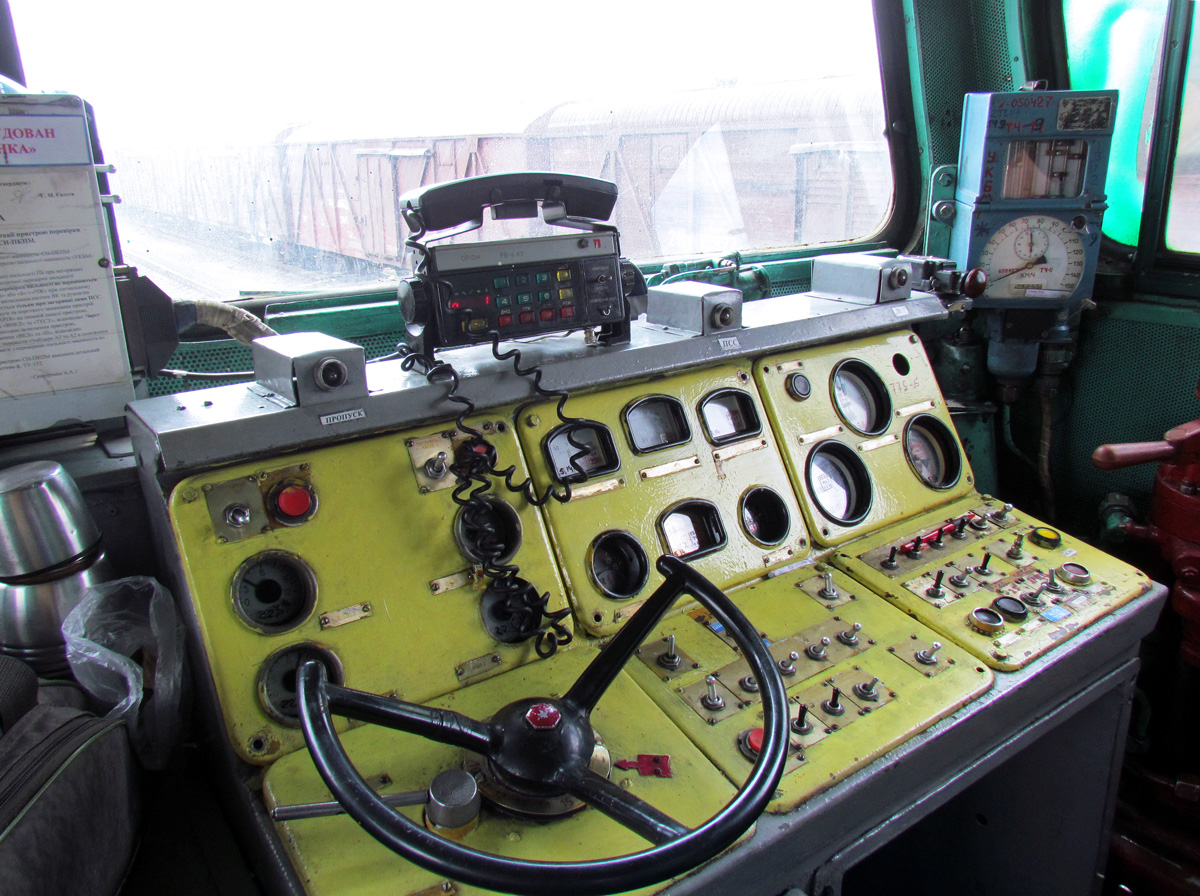
運転台（2TE116-775）

### 機器
2TE116形の主要機器や台車は、1968年から東ドイツなど標準軌の非電化路線向けに製造が行われたTE109形ディーゼル機関車を基に設計が行われている。
車体内部に搭載されているディーゼルエンジンは16気筒4ストロークサイクルの1A-5D49形で、定格回転数は1,000 rpm、出力は2,250 kw（3,060 HP）である。内部の空気圧力を高めるため圧縮空気を供給する二段過給方式が採用されており、一段目はターボチャージャー、二段目は遠心送風機で構成されている他、双方の過給機の間にはインタークーラーを備えた単段式過給機が設置されている。これらを含めた総重量は17.65 tである。
このディーゼルエンジンによってHS-501A型三相交流同期発電機が駆動し、発生した交流電力はシリコン整流器によって直流電力に変換され、6基搭載された直流主電動機を並列で駆動させる。初期の車両の主電動機はED-107型であったが、2TE116-052以降はED-118A型（305 kW、562 rpm）を用いる。このAC/DC電源構造は2TE116形以降に製造された電気式ディーゼル機関車にも採用されている。
台車は3軸ボギー構造で、車体の重量は4箇所に設置されているゴムパイルを介して台車に伝わる構造となっている。車軸は独立懸架構造を用いており、初期の車両は各車軸に二重コイルバネ式を採用していたが、2TE116-026以降の車両は三重コイルバネに変更され、静的たわみが101mmから126mmに増加している。

## 運用
1971年に最初の車両が登場して以降、ルハンシクディーゼル機関車製造工場で大量生産が行われた。その過程で前述した車体の設計変更や主電動機の交換が行われた他、試験不足などが影響し故障が頻発した1A-5D49形エンジンについても1981年2月に実施された第26回中央委員会総会での提議に基づき改良が実施された。1991年のソビエト連邦の崩壊に伴いルハンシクディーゼル機関車製造工場がウクライナの鉄道車両メーカーになって以降もロシア鉄道、エストニア国鉄など各国の鉄道へ向けての増備が続き、2016年までに後述する発展形式を含め2,176両が製造されている。

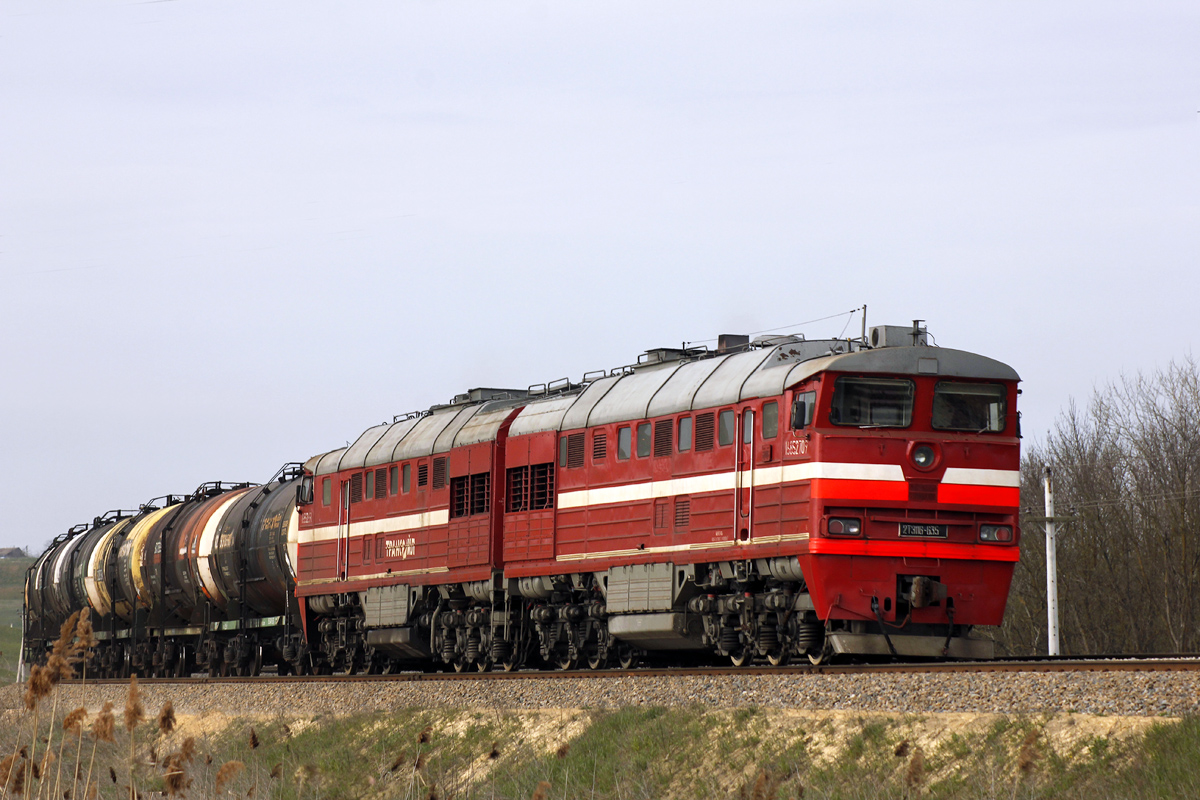
2TE116-635
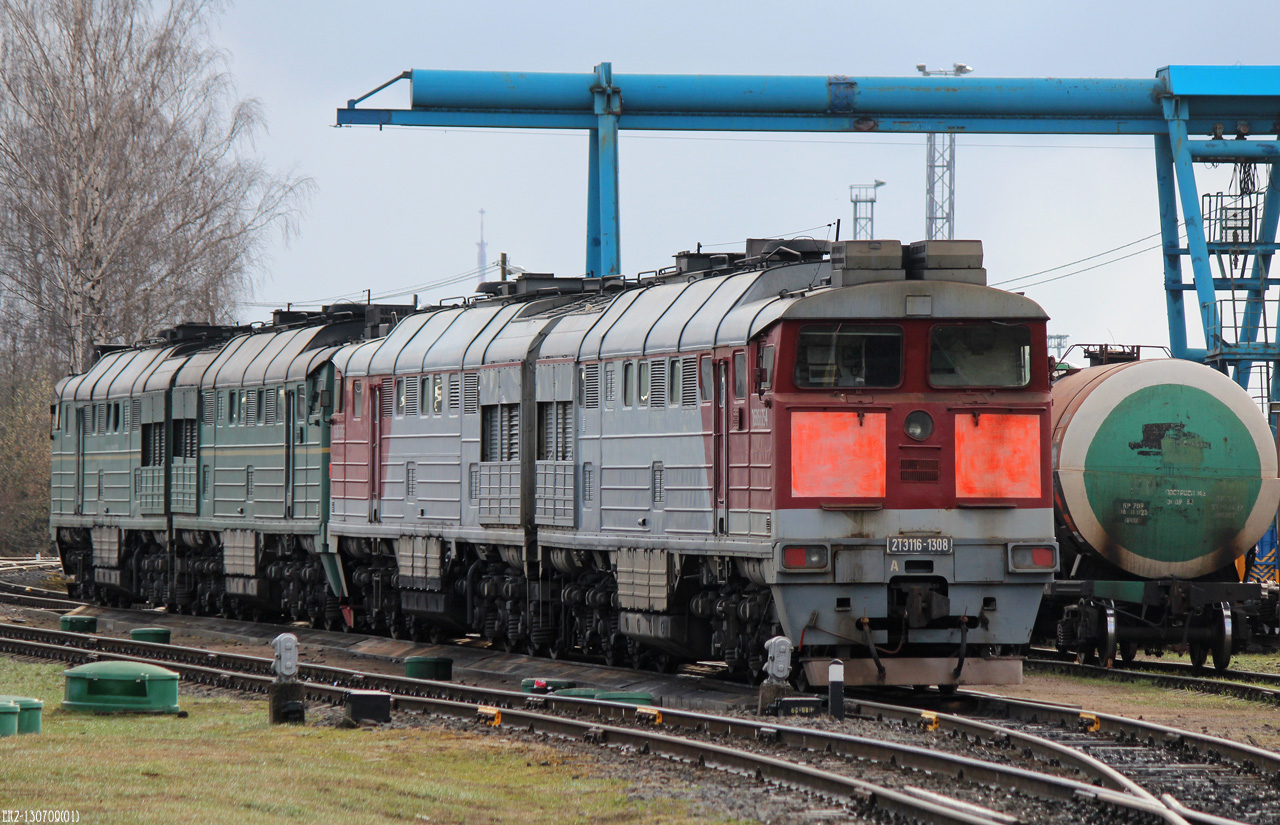
2TE116-1308
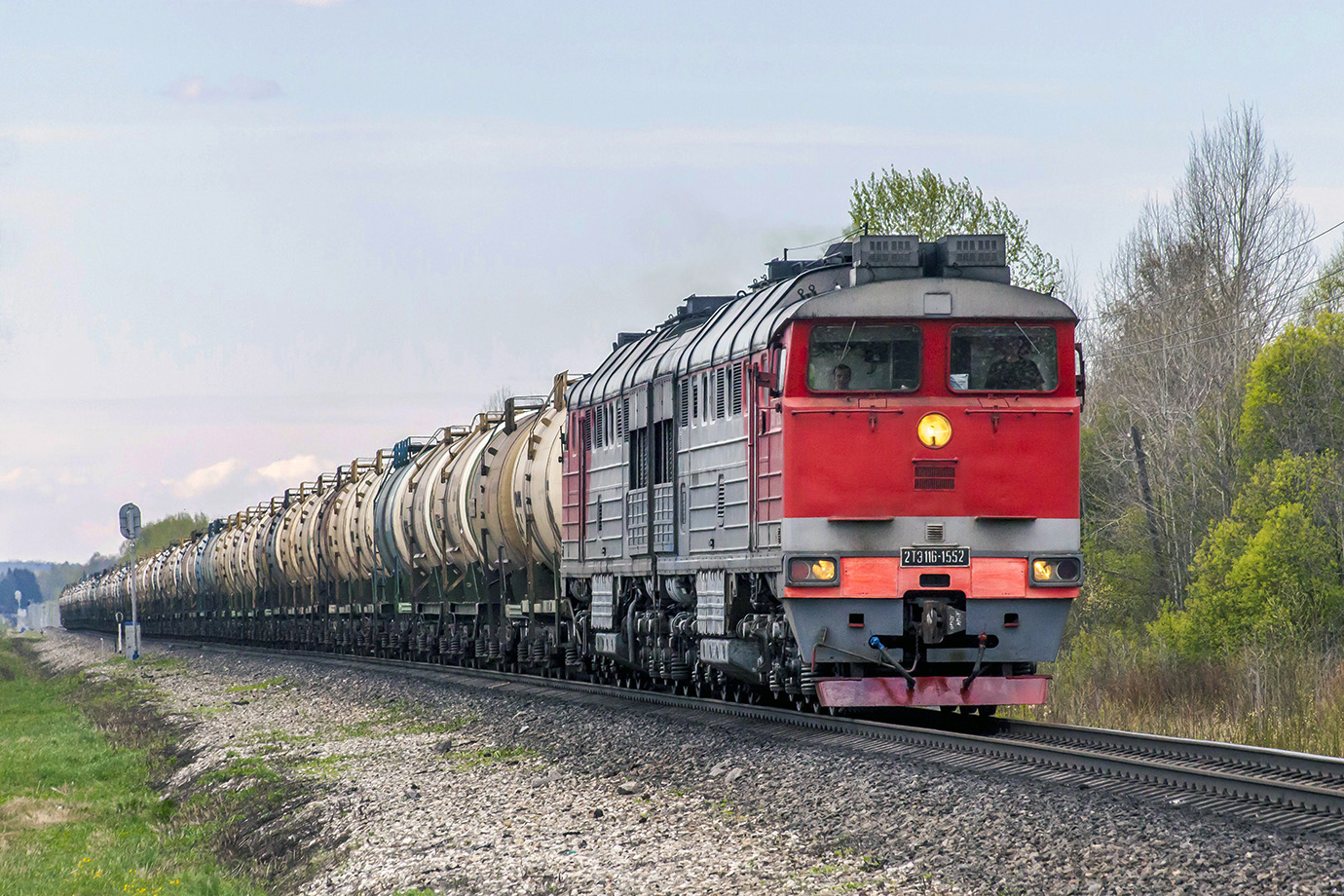
2TE116-1552
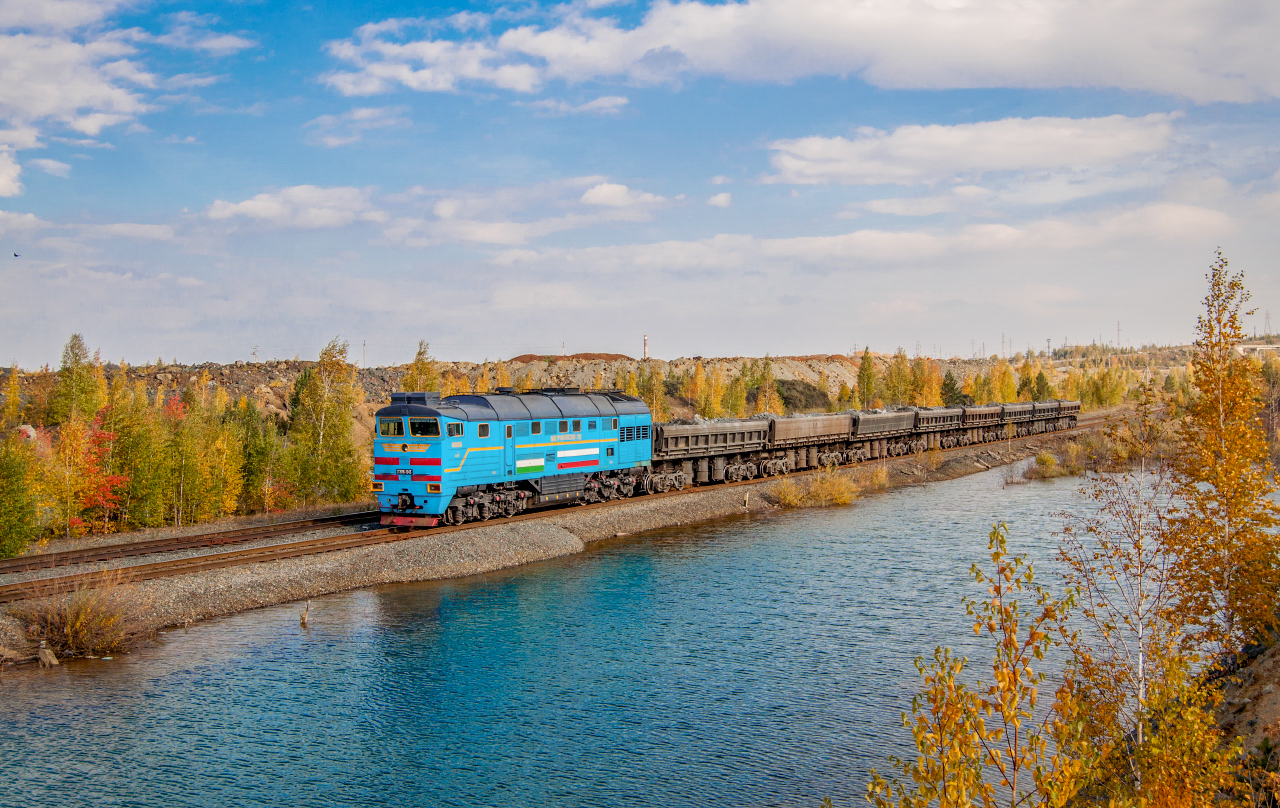
2TE116-1343 単機で貨物列車を牽引する
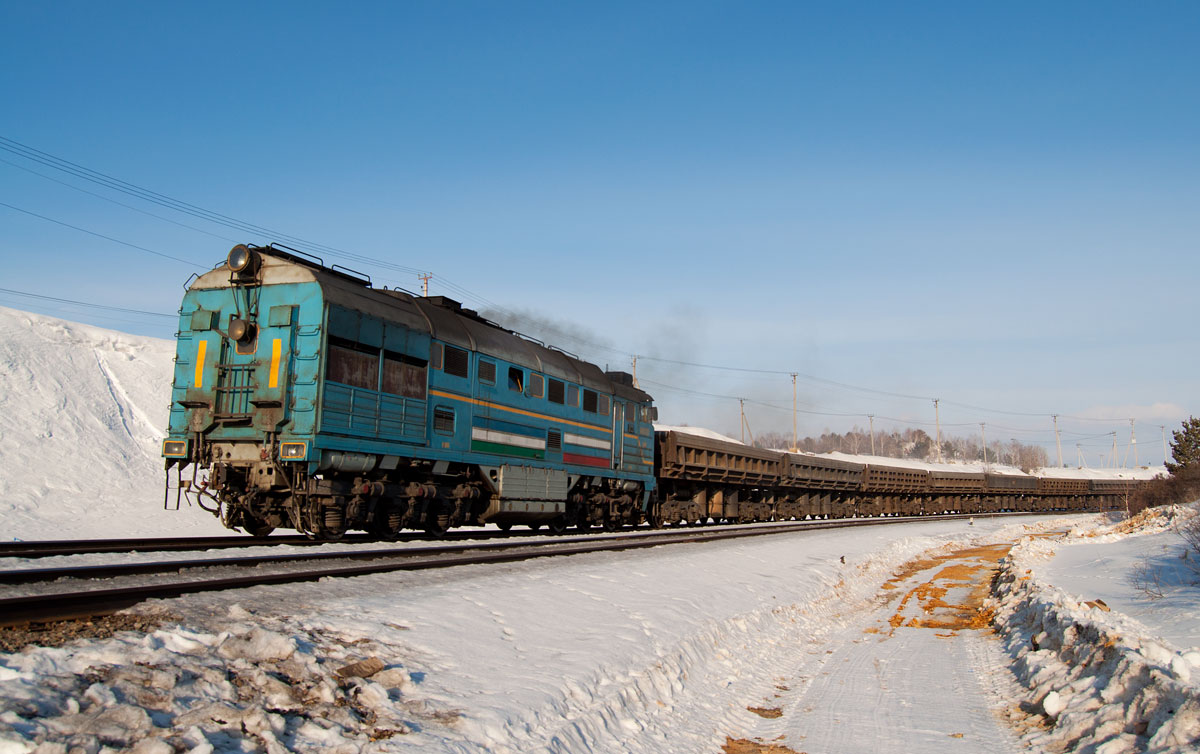
2TE116-1106 連結面を先頭にしながら走る
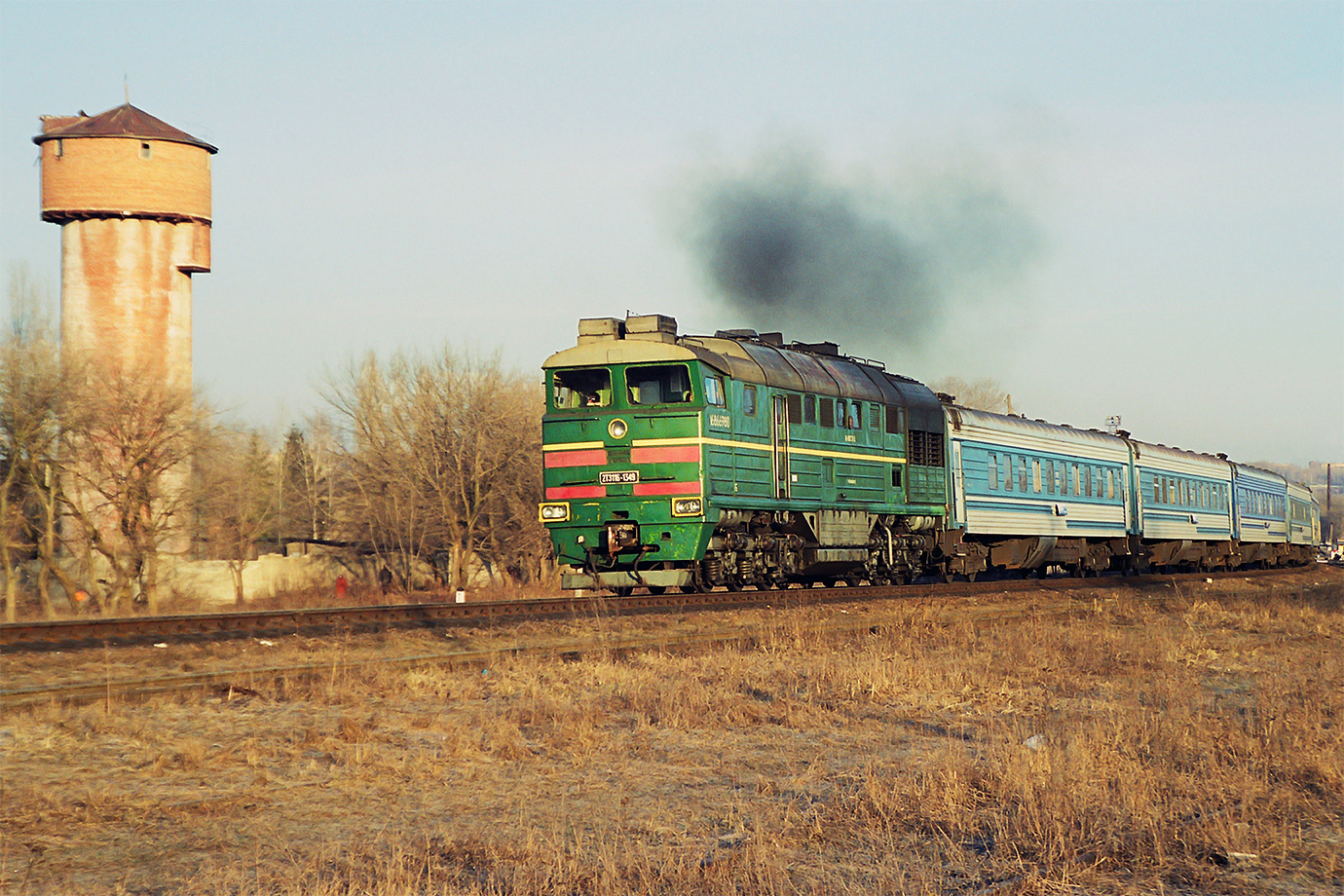
2TE116-1349 客車列車を牽引する事もある

## 発展形式
基本形式である2TE116形に加え、各種試験や仕様変更に伴い以下の形式が製造されている。

### 2TE116G形（2ТЭ116Г）

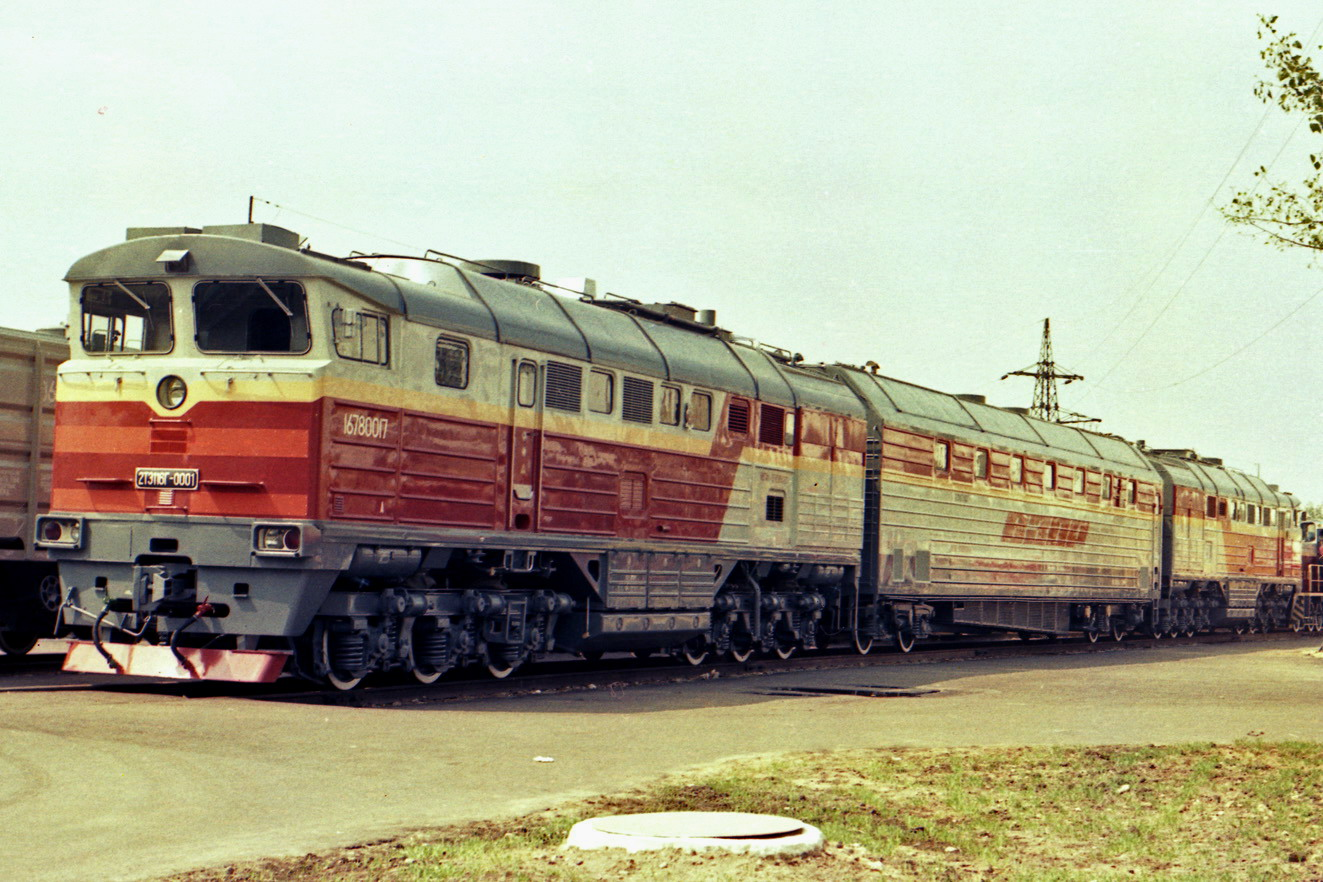
2TE116G

石油資源の将来的な減少を考慮し、天然ガスを燃料として使用可能とした形式。2TE116形と同様の構造を有する2両の動力車の間に圧縮天然ガス（CNG）を液化させる極低温化装置や液化天然ガスを貯蔵する設備を搭載した中間車を連結した他、ガス漏れに対応する警報装置などが追加された。1987年に製造されたものの十分な成果は得られず、量産されることはなかった。

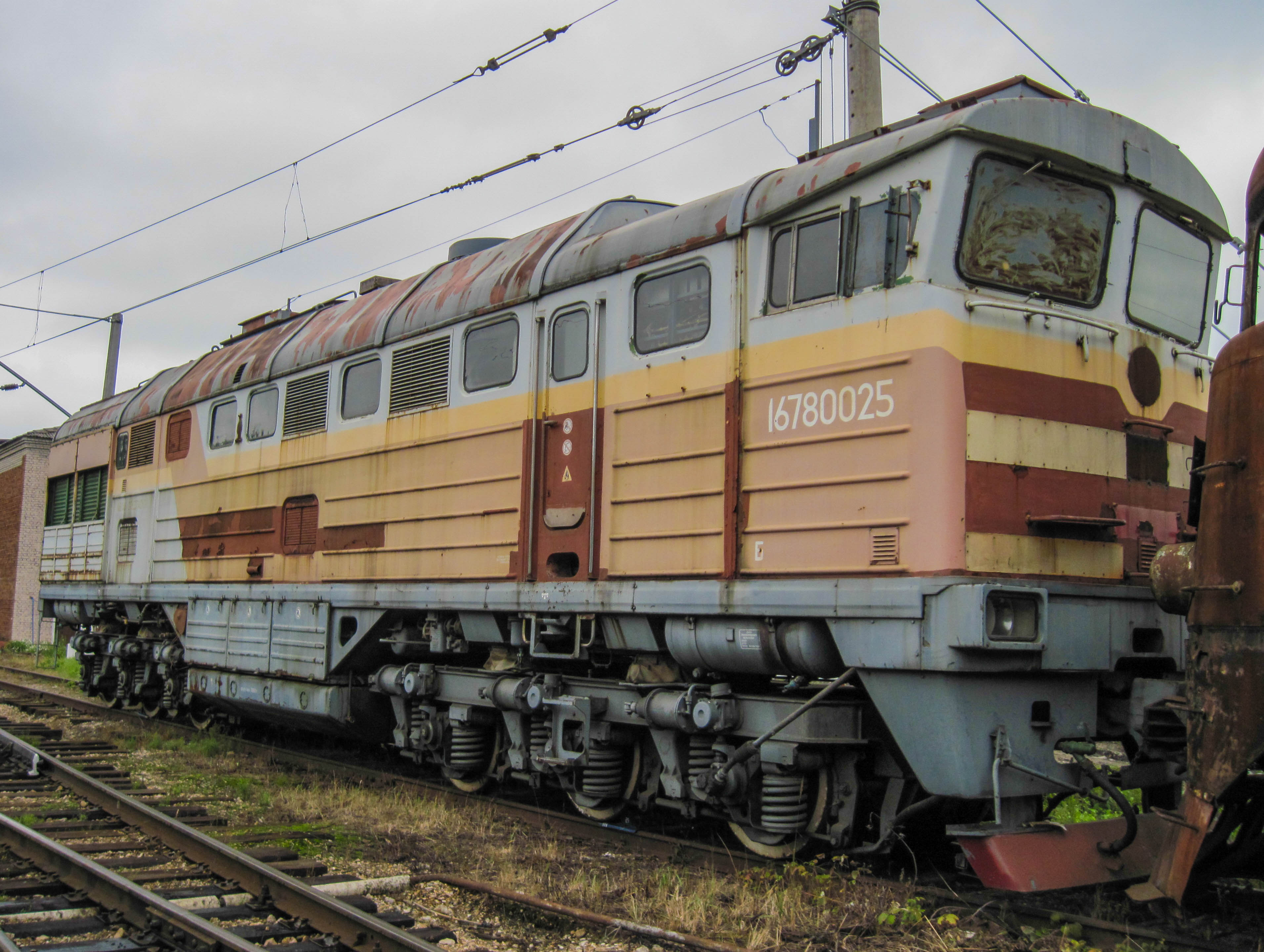
廃車後の2TE116G-001（2011年撮影）

### 2TE116M形（2ТЭ116М）
1974年から1975年にかけて、2TE116形のうち3両の制動装置を電気ブレーキに取り換えた形式。ブレーキは"SART"と呼ばれる制御システムに管理されており、試験運転によりブレーキ使用時の発電機からの使用電力抑制や速度維持などの効果が確認された。以降に製造された2TE116形にはこの電気ブレーキが標準的に採用されている。

### 2TE116A形（2ТЭ116А）
1981年に4両が試作された形式。最大出力を8,000馬力に増強した2TE121形と設計を統一させた車体を有し、前面は衝突事故による被害を軽減するためのゴム製ショックアブソーバーの上部に設置されていた。量産は行われず1990年代までに全車廃車されている。なお、1982年に1両が試作された4両編成のディーゼル機関車である4TE130形は2TE116A形を基に開発が実施された。

### 2TE116UP形（2ТЭ116УП）
1996年に1両が試作された形式。ディーゼルエンジンの出力が2,684.5 kw（3600 HP）に向上した他、制動装置が電空併用ブレーキに変更された。公式発表に基づく定格引張力は323 kN × 2、最高速度は120 km/hである。

### 2TE116U形（2ТЭ116У）

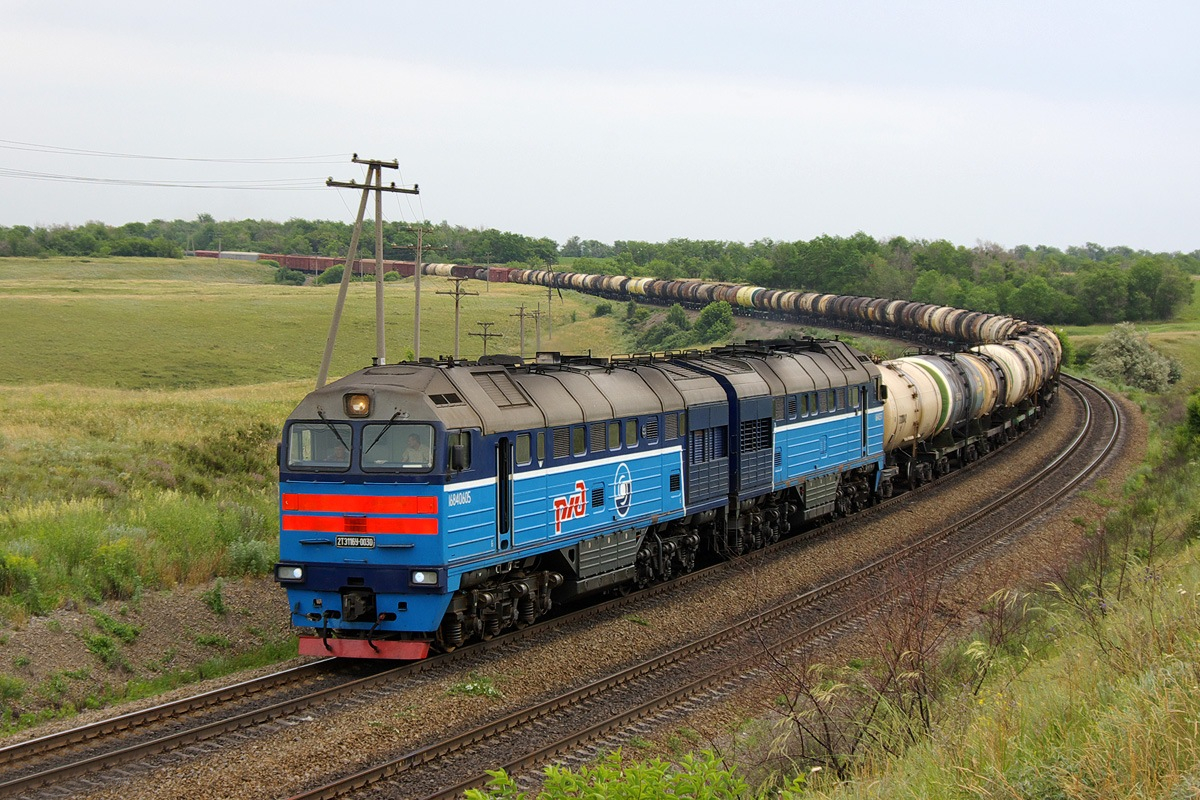
2TE116U-0030

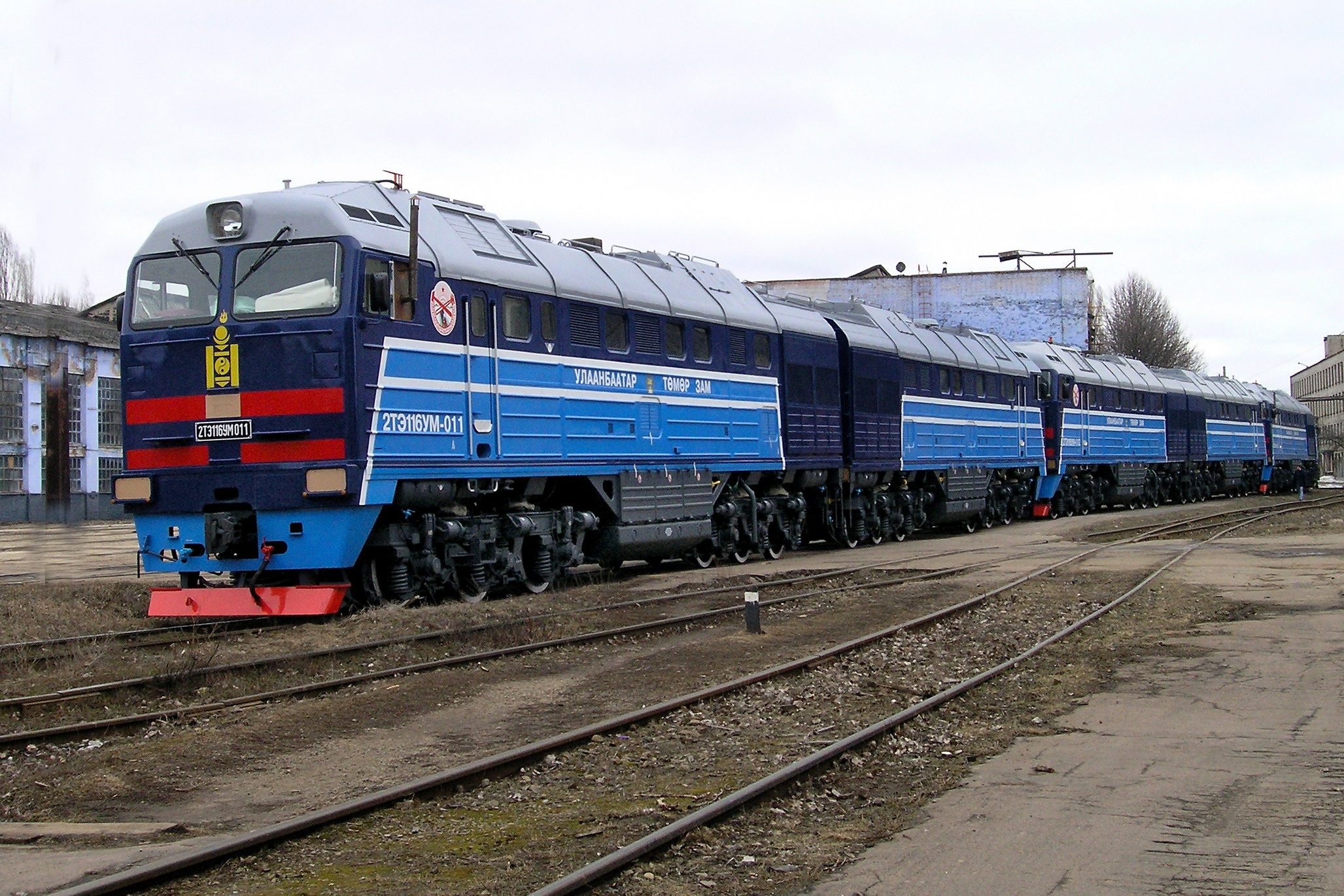
2TE116UM-011

2007年から製造が行われた、2TE116形の構造を近代化させた形式。ディーゼルエンジン（18-9DG、2,650 kw）や主電動機（ED133、414 kw）がより出力の大きいものに変更され、制御装置にマイクロプロセッサを導入した他、車体に関しても全長が18,700 mmに延長され、前面も人間工学に基づいた新たなデザインに刷新されている。保守作業の簡素化のため自動診断システムを搭載しており、運転台に設置されたディスプレイで診断結果を確認することができる。
ロシア鉄道向けに量産されていたが、2014年ウクライナ騒乱の影響を受けて製造元のルハンシクテプロヴォーズの操業が停止した事で、2016年に製造された2TE116U-0339号機をもって生産は終了した。以降はブリャンスク機械製造工場によって2TE116形と同様の機器を用いた本線用ディーゼル機関車である2TE25KM形の量産が実施されている。

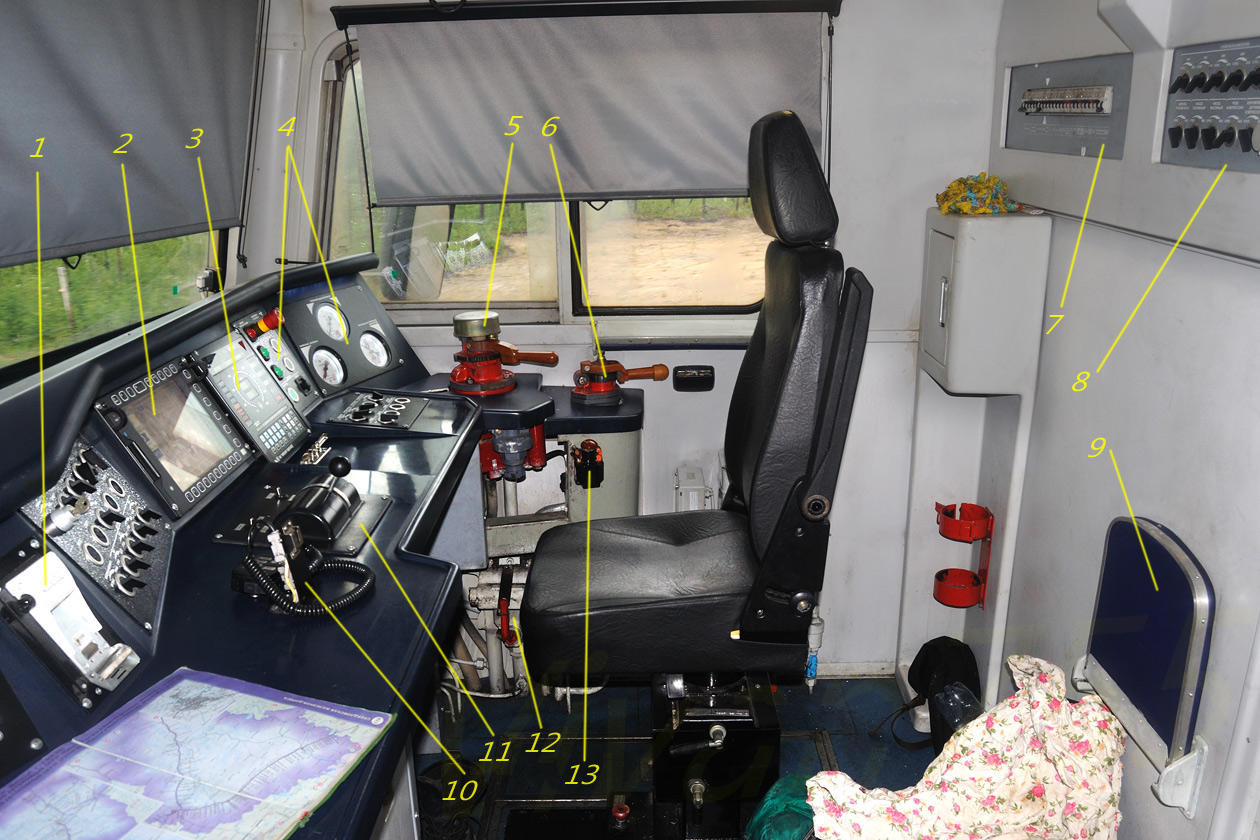
運転台 中央にディスプレイが設置されている
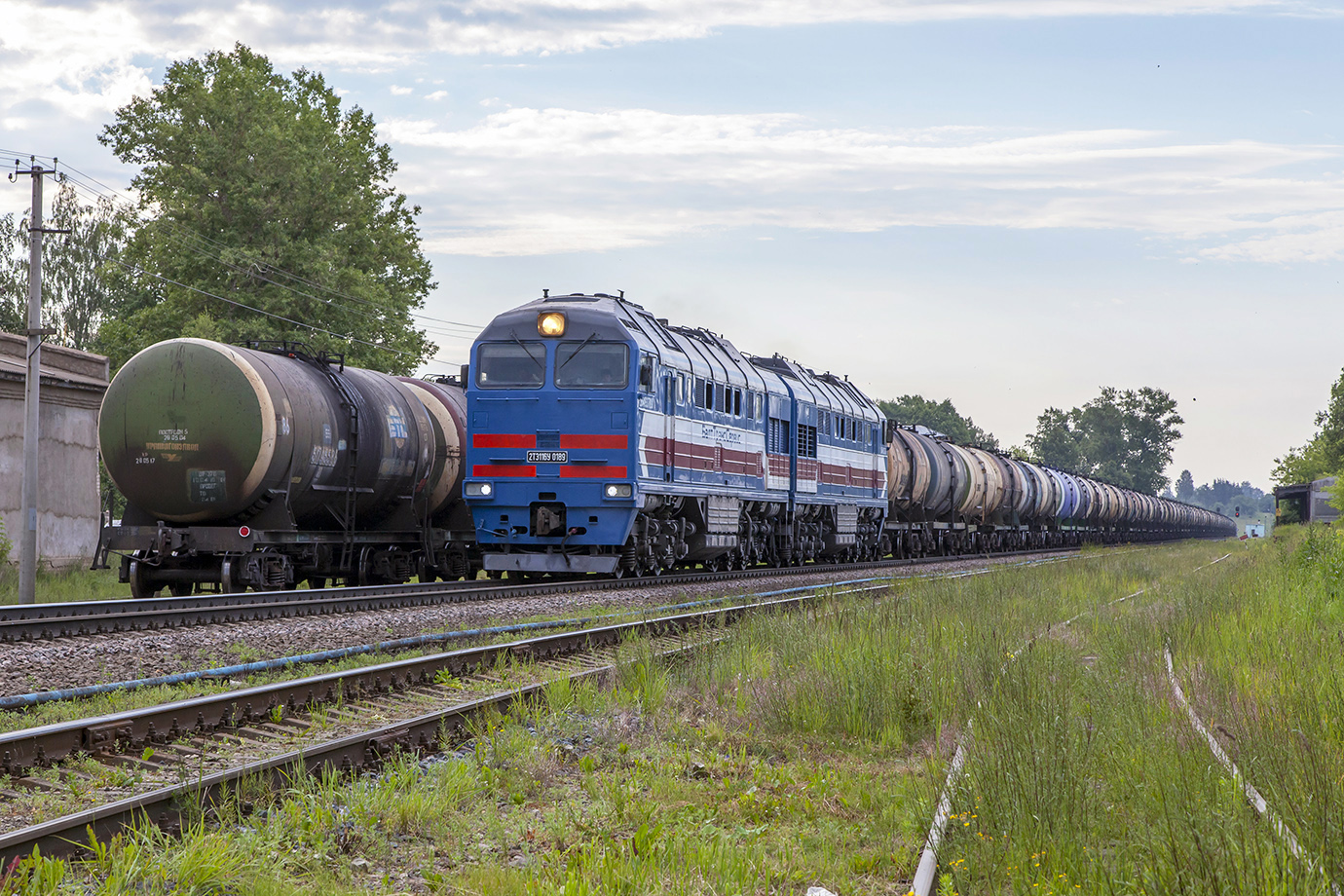
2TE116U-0189
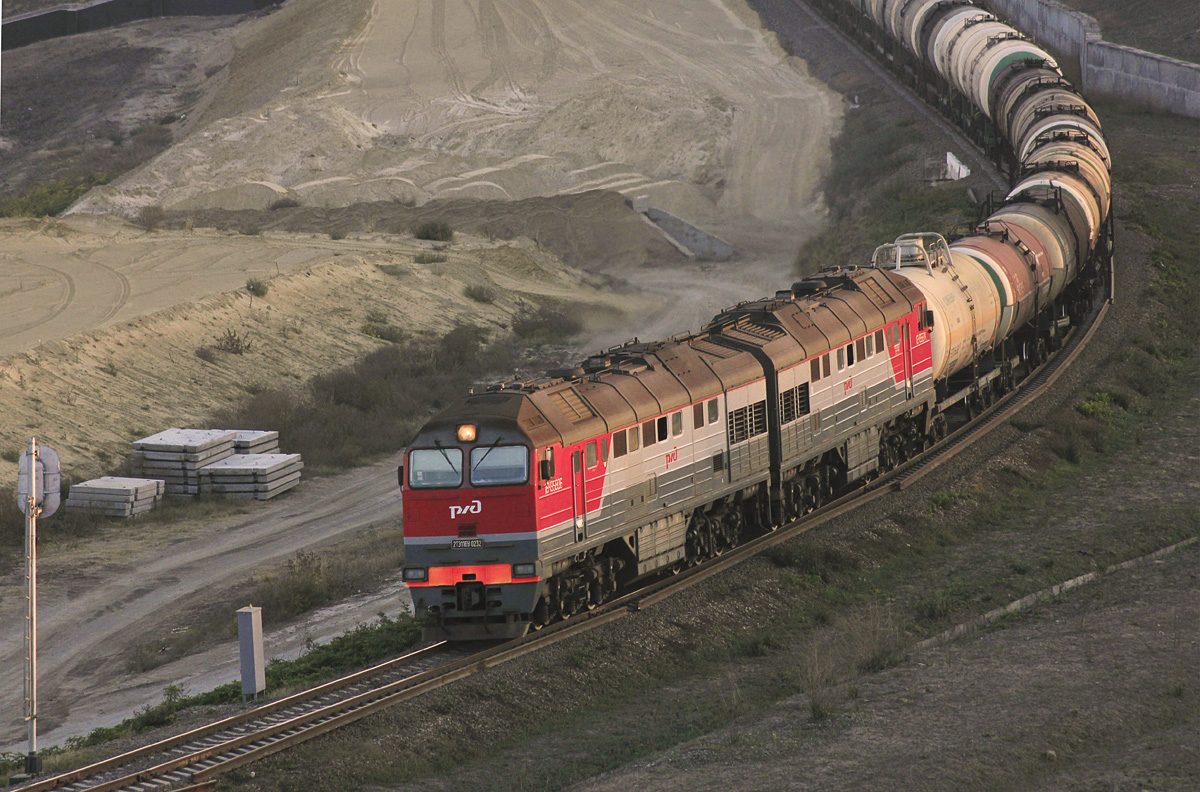
2TE116U-0232

2TE116U形を基に製造された形式には、以下のものが存在する。
- 2TE116UM形（2ТЭ116УМ） - 高地・乾燥地帯向けの設計変更が行われた形式。マイクロプロセッサを用いた制御システムにより高地でも安定した性能を維持する事が出来るほか、粉塵対策のためディーゼルエンジンに三層式のエアフィルターを搭載する。2011年以降モンゴル鉄道へ向けて31両が製造されている[12]。
- 2TE116UK形（2ТЭ116УК） - 2TE116U形と同型だがマイクロプロセッサ制御システムや運転台の空調装置が搭載されておらず、機関出力も2250.6 kw（3060 HP）に抑えられている。
- 2TE116UD形（2ТЭ116УД） - エンジンをゼネラル・エレクトリック製のGEVO V12（3,350 kW, 4200 HP）に変更した形式[5]。
- 2TE116UR形　(2ТЭ116УР) - エンジンをMTU製の20V4000R43に変更した形式。
- 3TE116U形（3ТЭ116У） - 出力増強のため、片運転台式の2両の間にディーゼルエンジンや主電動機を搭載した中間車を増結した3両編成の形式。中間車にも車庫での入換時などに使用可能な運転台が設置されている[5]。

## プッシュプル列車への転用
2TE116形の一部車両は、1999年以降電車や気動車と同型の付随車・制御車と編成を組んだプッシュプル列車に転用されている。

### DT116形（ДТ116）
2TE116形の間に交流型電車であるER9P形の付随車を6両連結した編成に与えられた形式。ロシア鉄道が所有しヴォロネジ州やクルスク州で運用されたが、2019年現在編成は全て解除され2TE116形も貨物輸送に戻されている。

### DPL2形・DTL2形（ДПЛ2、ДТЛ2）
2000年代以降ウクライナ鉄道が運用するプッシュプル列車。EPL2T形電車やEPL9T形電車と同型だが動力を持たない旅客車両と半固定編成を組んでおり、DPL2形は編成の一端に制御車が連結されている一方、DTL2形は編成の両端が2TE116形（動力車）となっている。

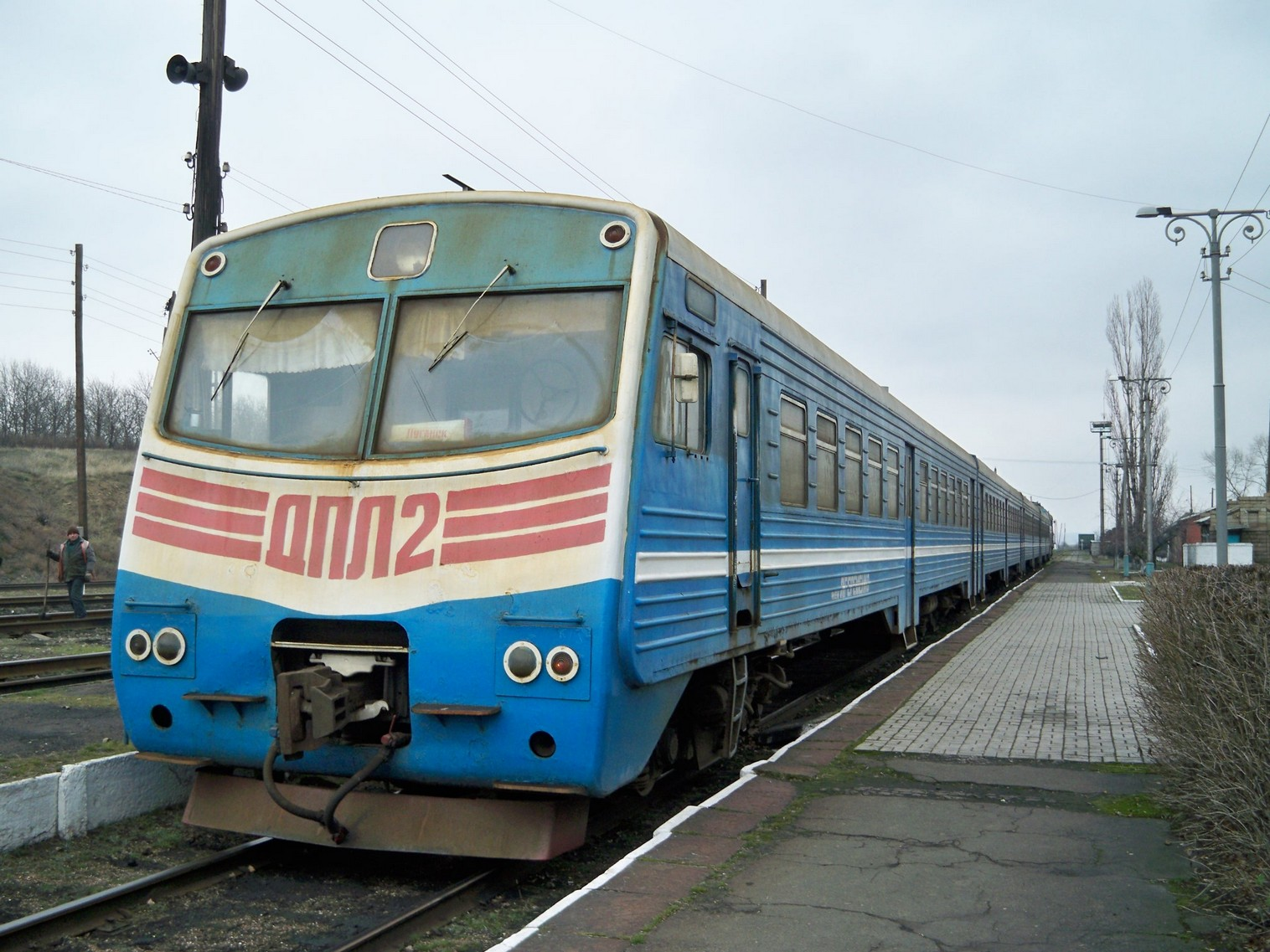
DPL2形の制御車